# Aeropuerto de Varkaus
El Aeropuerto de Varkaus (en finés: Varkaus lentoasema) (IATA: VRK, OACI: EFVR) es un aeropuerto de uso civil situado en los aledaños de la localidad de Joroinen, Finlandia, a unos 16 km al sur de la ciudad de Varkaus.

## Aerolíneas y destinos
| Aerolíneas                     | Destinos |
| ------------------------------ | -------- |
| Flybe operado por Flybe Nordic | Helsinki |

## Estadísticas
| Año  | Pasajeros doméstico | Pasajeros internacional | Total pasajeros | Variación |
| ---- | ------------------- | ----------------------- | --------------- | --------- |
| 2005 | 15,550              | 519                     | 16,069          | −24.0%    |
| 2006 | 11,947              | 305                     | 12,252          | −23.8%    |
| 2007 | 2,337               | 30                      | 2,367           | −80.7%    |
| 2008 | 6,251               | 151                     | 6,402           | +170.5%   |
| 2009 | 9,116               | 742                     | 9,858           | +54.0%    |
| 2010 | 7,601               | 456                     | 8,057           | −18.3%    |
| 2011 | 7,210               | 1,525                   | 8,735           | +8.4%     |